# Plebiscyt Przeglądu Sportowego 1997
63. Plebiscyt Przeglądu Sportowego na najlepszego sportowca Polski zorganizowano w 1997 roku.

## Wyniki
1. Paweł Nastula - judo (2 014 037 pkt.)
2. Robert Korzeniowski - lekkoatletyka (1 984 896)
3. Rafał Kubacki - judo (1 420 465)
4. Andrzej Cofalik - podnoszenie ciężarów (1 270 261)
5. Artur Partyka - lekkoatletyka (1 221 488)
6. Tomasz Gollob - żużel (1 070 112)
7. Krzysztof Hołowczyc - rajdy samochodowe (1 013 194)
8. Renata Mauer - strzelectwo (675 311)
9. Tomasz Kucharski i Robert Sycz - wioślarstwo (484 801)
10. Zenon Jaskuła - kolarstwo (323 060)